# Keryt
Keryt – produkt pochodzenia organicznego, powstały podczas przemian metamorficznych kerogenu lub ropy naftowej.  Należy do przedstawicieli bituminów.